# Andrew Rock
Andrew Rock (Marshfield (Wisconsin), 23 de janeiro de 1982) é um atleta estadunidense corredor dos 400 metros rasos.
Medalhista de ouro nas Olimpíadas de Atenas em 2004 no revezamento 4 por 400.